# منخر

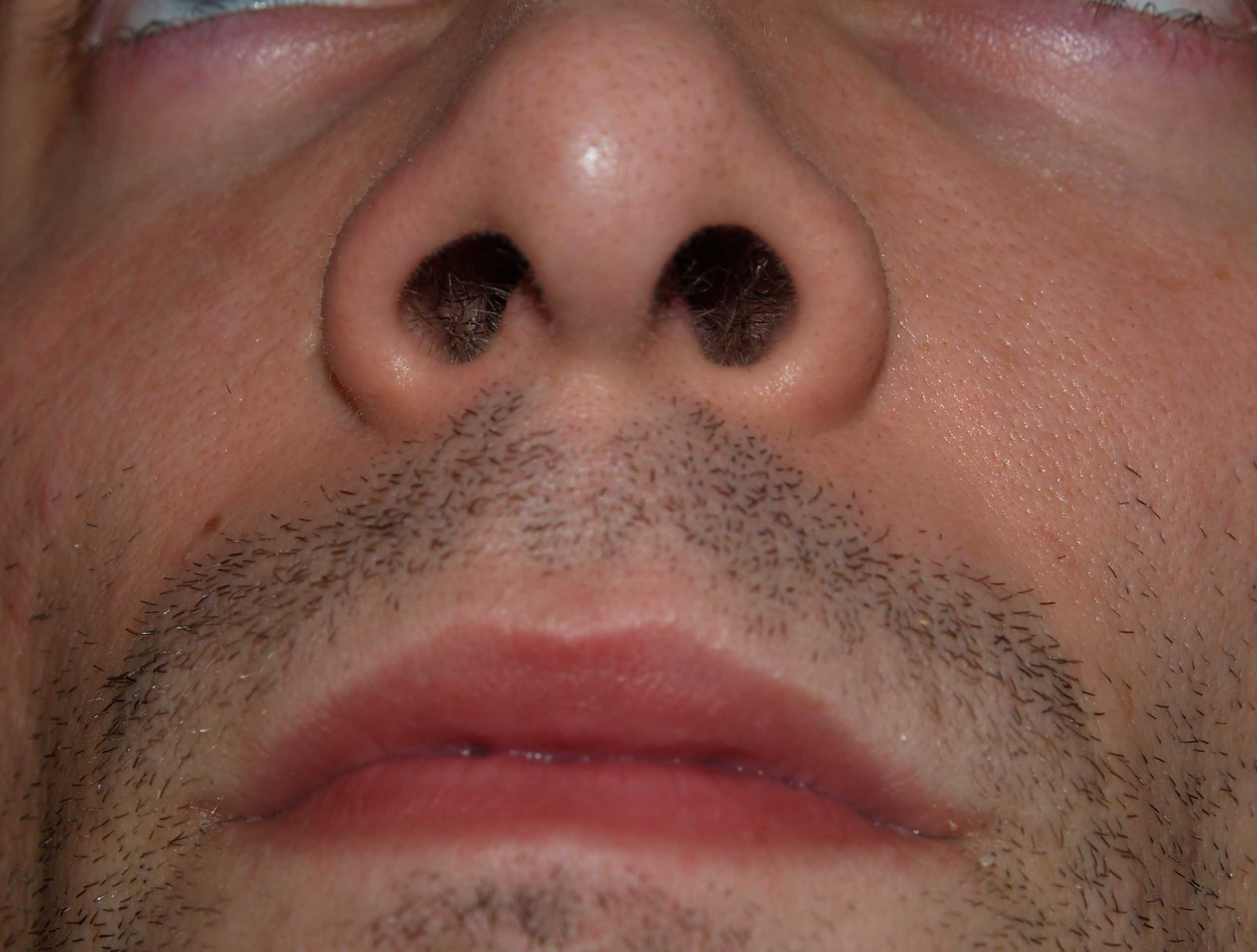
منخر الإنسان

المَنْخِر (الجمع: مَنَاخِرُ) ثُقب الأنْف، وهو الفُتحة الأمامية للجوف الأنفي في كل جانب، يدخل إليها الهواء من الوسط المحيط إلى داخل الجوف الأنفي. والجزء من ظهر الأنف المحيط بالمَنْخِر يُسمَّى بجناح الأنف. ويفصِل المَنْخِرَين القسمُ المتحرك من حاجز الأنف. وتسمى فتحتا جوف الأنف الخلفيتان بالمَنْعَرين.